# Ethiopia International 2011
Die Ethiopia International 2011 im Badminton fanden vom 20. bis zum 23. Oktober 2011 in Addis Abeba statt.

## Sieger und Platzierte
| Disziplin    | Gold                                 | Silber                                  | Bronze                                      |
| ------------ | ------------------------------------ | --------------------------------------- | ------------------------------------------- |
| Herreneinzel | Ali Shahhosseini                     | Luka Zdenjak                            | Reta Tefera                                 |
| Herreneinzel | Ali Shahhosseini                     | Luka Zdenjak                            | Edwin Ekiring                               |
| Dameneinzel  | Victoria Na                          | Stacey Doubell                          | Kerry-Lee Harrington                        |
| Dameneinzel  | Victoria Na                          | Stacey Doubell                          | Hadia Hosny                                 |
| Herrendoppel | Ermiyas Tamarat Degefe Asnake Sahilu | Mekonnen Gebrelu Reta Tefera            | Biruk Girma Mekonnen Sied Asrar Sersenga    |
| Herrendoppel | Ermiyas Tamarat Degefe Asnake Sahilu | Mekonnen Gebrelu Reta Tefera            | Efrem Lemma Shalemu Michael Tesfaye Tessema |
| Damendoppel  | Hadia Hosny Rajae Rochdy             | Roza Dilla Mohammed Bezawit Tekle Asfaw | Samrawit Berhanu Engdawork Daniel Mahlet    |
| Damendoppel  | Hadia Hosny Rajae Rochdy             | Roza Dilla Mohammed Bezawit Tekle Asfaw | Yaekob Ayelech Mistre Manyazewal Girma      |
| Mixed        | Luka Zdenjak Rajae Rochdy            | Asnake Sahilu Yaekob Ayelech            | Reta Tefera Mistre Manyazewal Girma         |
| Mixed        | Luka Zdenjak Rajae Rochdy            | Asnake Sahilu Yaekob Ayelech            | Ermiyas Tamarat Degefe Yerukse Legesse Tura |